# Burkina Faso na Mistrzostwach Świata w Lekkoatletyce 2013
Reprezentacja Burkina Faso na Mistrzostwach Świata w Lekkoatletyce 2013 liczyła 1 zawodnika.

## Występy reprezentantów Burkina Faso
| Konkurencja            | Zawodnik        | Preeliminacje | Preeliminacje | Eliminacje | Eliminacje | Półfinał | Półfinał | Finał    | Finał   |
| Konkurencja            | Zawodnik        | Rezultat      | Pozycja       | Rezultat   | Pozycja    | Rezultat | Pozycja  | Rezultat | Pozycja |
| ---------------------- | --------------- | ------------- | ------------- | ---------- | ---------- | -------- | -------- | -------- | ------- |
| Bieg na 100 m mężczyzn | Innocent Bologo | 10,51         | 3. Q          | 10,57      | 48.        | NQ       | NQ       | NQ       | NQ      |